# Kleeblattschlinge

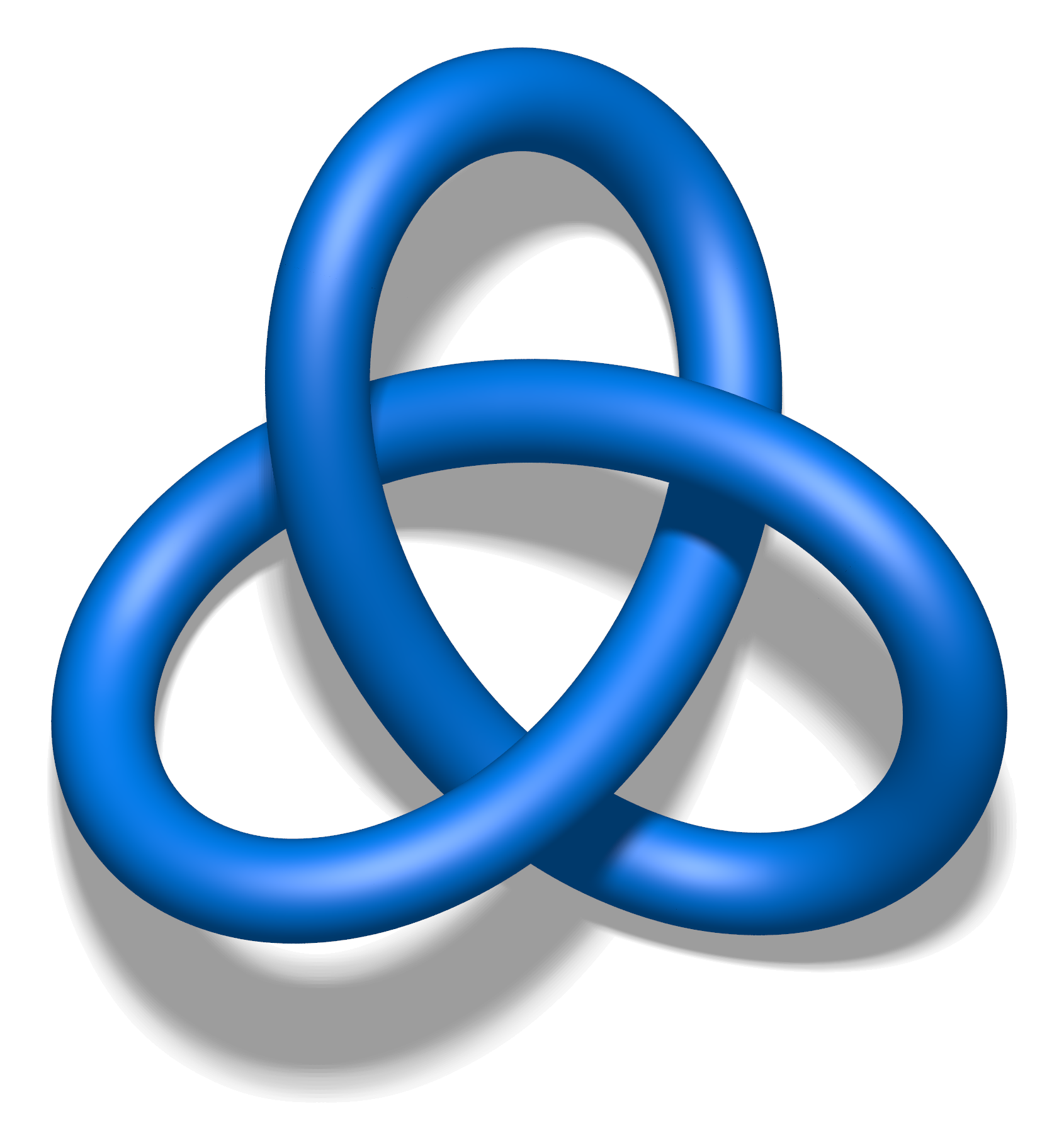
Kleeblattschlinge

Die Kleeblattschlinge oder der Kleeblattknoten ist einer der einfachsten Knoten und spielt eine zentrale Rolle in der Knotentheorie. Der Knoten hat seinen Namen wegen seiner Ähnlichkeit zu Kleeblättern.

## Parametrisierung und Invarianten
Eine einfache Parameterdarstellung der Kleeblattschlinge ist:
{\displaystyle x=(2+\cos 3t)\cos 2t,\qquad y=(2+\cos 3t)\sin 2t,\qquad z=\sin 3t.}
Die so definierte Kurve liegt überschneidungsfrei auf dem Torus, der in
Zylinderkoordinaten durch {\displaystyle (r-2)^{2}+z^{2}=1} definiert ist.
Damit ist die Kleeblattschlinge das einfachste Beispiel eines Torusknotens.
Das Alexander-Polynom der Kleeblattschlinge ist
{\displaystyle \Delta (t)=t-1+t^{-1},}
und ihr Jones-Polynom ist
{\displaystyle V(q)=q^{-1}+q^{-3}-q^{-4}} oder
{\displaystyle V(q)=q+q^{3}-q^{4},}
je nachdem, ob sie rechts- oder linkshändig ist.
Die Knotengruppe hat die Präsentierung
{\displaystyle \langle x,y\mid x^{2}=y^{3}\rangle \,}
und ist damit isomorph zur Zopfgruppe {\displaystyle B_{3}}.
Das Knotenkomplement der Kleeblattschlinge ist diffeomorph zu {\displaystyle SL(2,\mathbb {R} )/SL(2,\mathbb {Z} )}, also dem Quotienten von SL(2,R) nach der Modulgruppe {\displaystyle SL(2,\mathbb {Z} )}.

## Symmetrie
Die Kleeblattschlinge ist chiral, d. h., sie ist nicht in ihr Spiegelbild deformierbar. Deshalb existieren zwei nicht ineinander überführbare Formen von Kleeblattschlingen. Diese werden auch rechtshändige und linkshändige Kleeblattschlinge genannt.

Eine linkshändige Kleeblattschlinge.
Eine rechtshändige Kleeblattschlinge.

## In der Kunst
Als einfacher Knoten kommt die Kleeblattschlinge häufig in der bildenden Kunst und der Ikonographie vor. So sind zum Beispiel die Triquetra und die zusammenhängende Form der Valknut Kleeblattschlingen.

Das Logo des Deutschen Fußball-Bunds ähnelt einer Kleeblattschlinge.
Eine Triquetra.
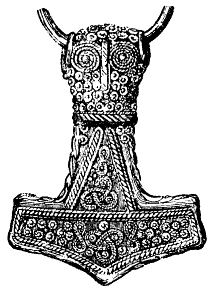
Ein alter nordischer Mjöllnir, Anhänger mit Kleeblättern.

## Galerie

Ein einfaches Triquetra-Symbol
Eine fest geknüpfte Triquetra
Die Valknut
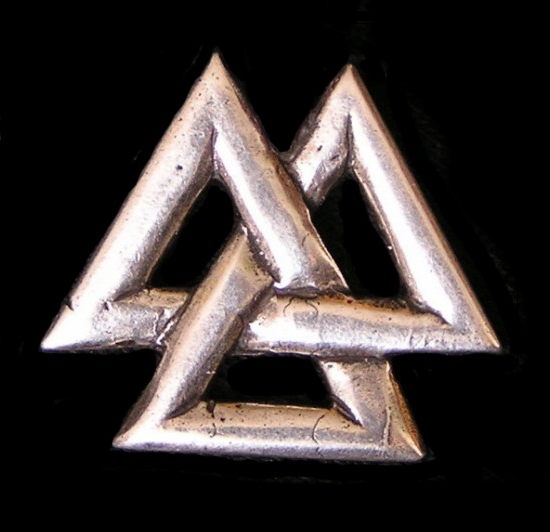
Eine metallische Valknut in Form eines Kleeblattes
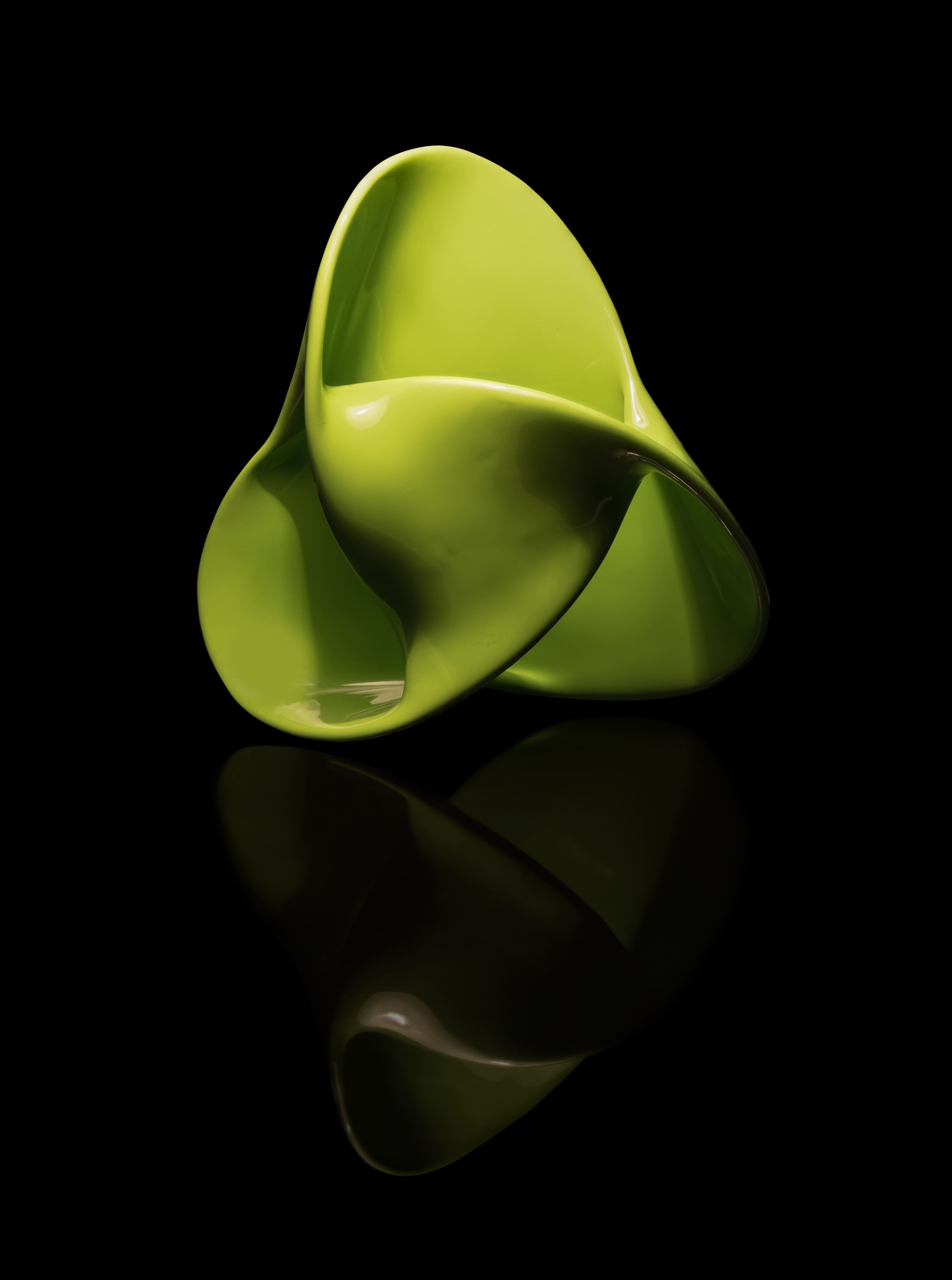
Seifert-Fläche für eine Kleeblattschlinge.
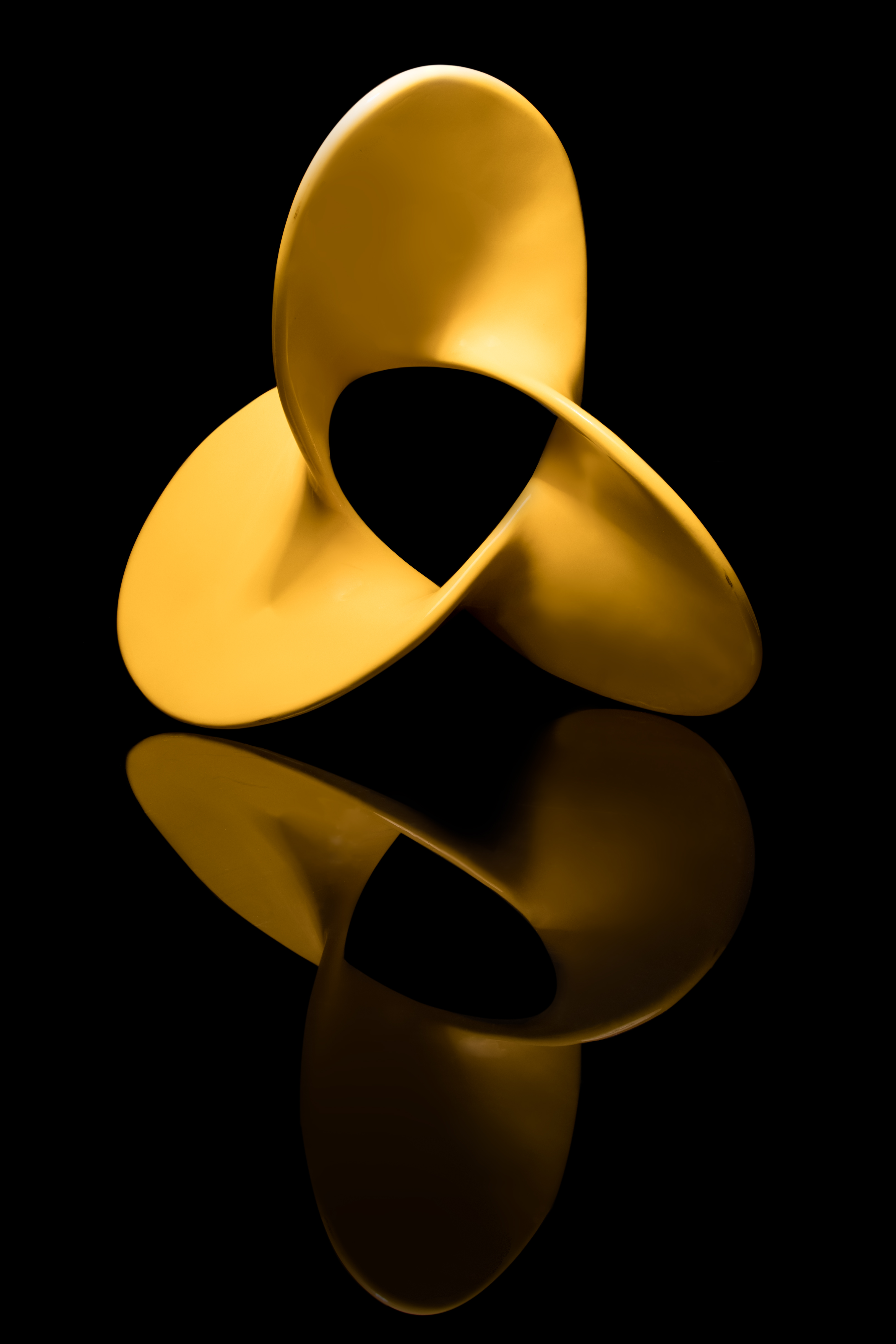
Nicht-orientierbare Fläche, deren Rand eine Kleeblattschlinge ist.